# Liriodendron chinense

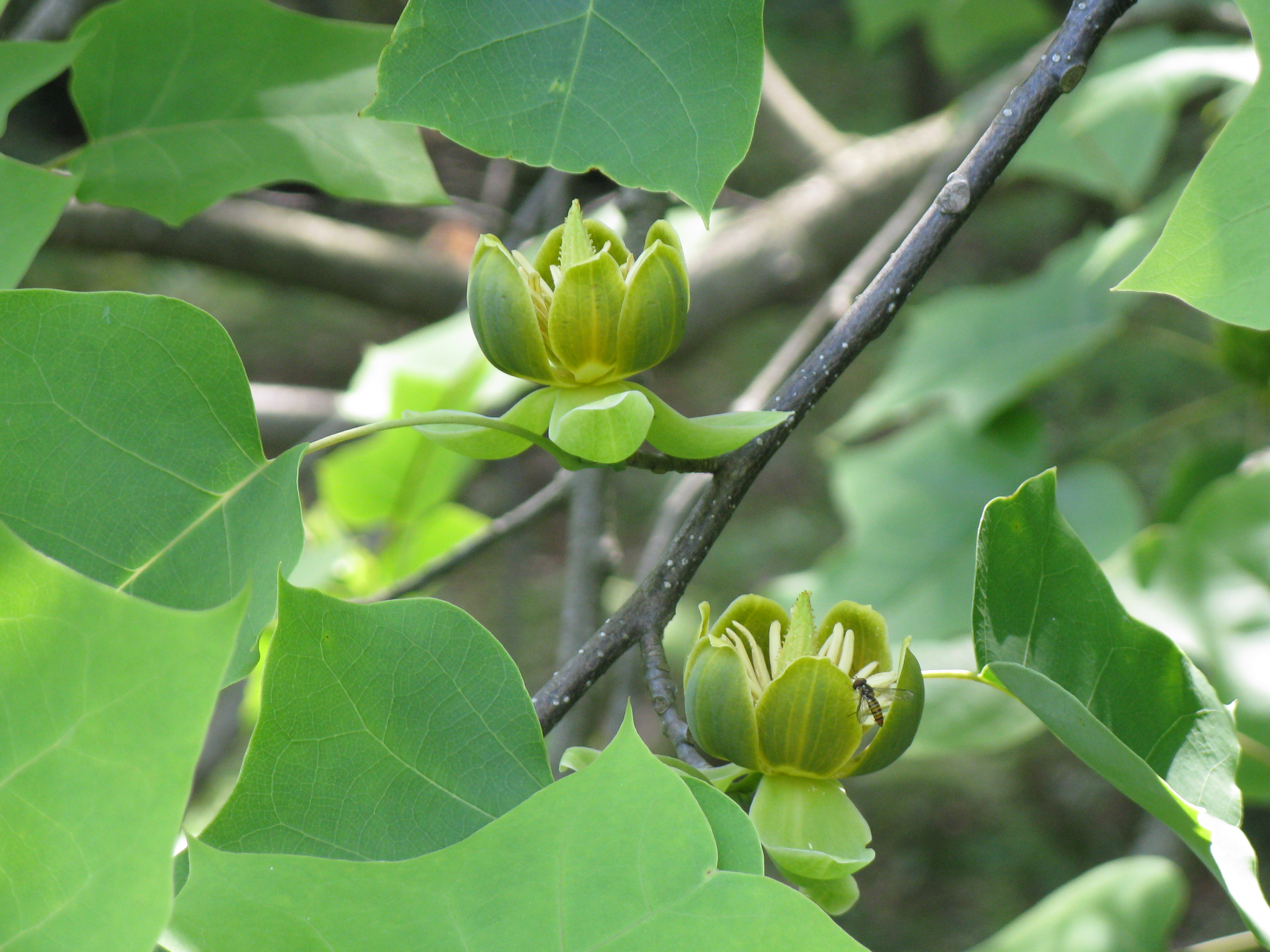
Ramo de Liriodendron chinense com flores.

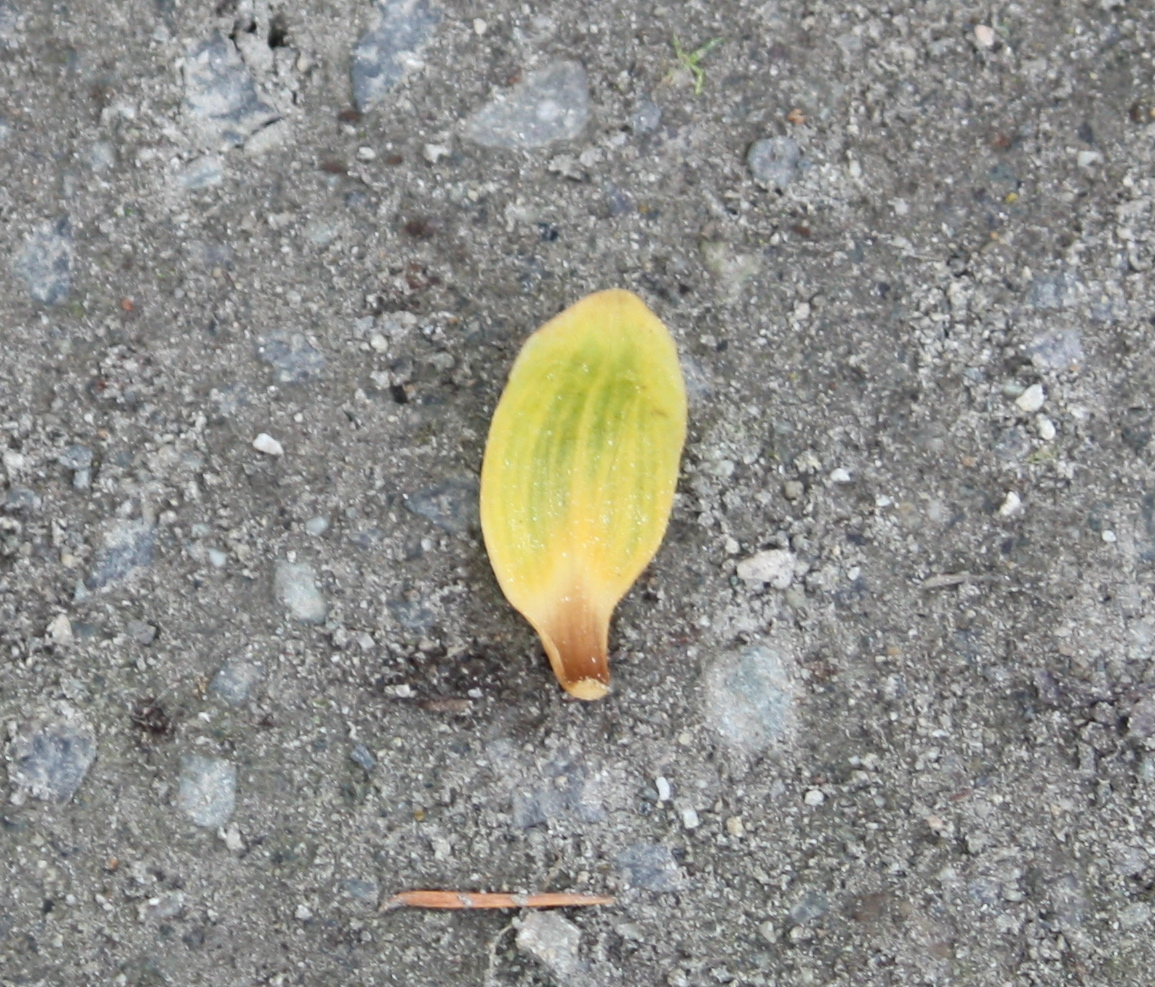
Pétala de Liriodendron chinense (Finnerty Gardens, University of Victoria).

Liriodendron chinense, conhecido pelo nome comum de tulipeiro-chinês, é uma espécie de plantas com flor arborescente da família Magnoliaceae, nativa do sueste da China. A espécie é utilizada como árvore ornamental nas regiões subtropicais e temperadas de todo o mundo.

## Descrição
Liriodendron chinense é muito similar à espécie norte-americana, Liriodendron tulipifera, diferindo apenas em alguns detalhes morfológicos da folha, que é maior e mais profundamente lobada e com coloração mais escura, e da flor, que apresenta as tépalas interiores mais curtas e não tem a marca de pigmentação  alaranjada típica de L. tulipifera.
Em bons solos a árvore atinge os 40 m de altura,  mas não é conhecido com segurança o tamanho máximo que esta espécie pode alcançar, devido a uma longa história de sobre-exploração nos seus bosques nativos. Em cultura cresce tanto como a espécie americana. A sua madeira não é tão dura como a da espécie americana.

## Distribuição
L. chinense é a espécie do género Liriodendron nativa da Ásia, isolada da espécie norte-americana em resultado da última glaciação que tornou disjunta a anterior distribuição circumpolar do género. No presente a espécie tem distribuição natural no centro e sul da China, ocorrendo nas províncias de Anhui, Guangxi, Jiangsu, Fujian, Guizhou, Hubei, Hunan, Jiangxi, Shaanxi, Zhejiang, Sichuan e Yunnan, ocorrendo localmente no norte do Vietname.
Algumas populações estão protegidas numa reserva especificamente criada para o género Liriodendron, a Reserva Nacional de Tianmushan (Província de Zhejiang), ocorrendo também em reservas em Huangshan, Wuyi Shan e na Reserva Natural de Badagongshan.

## Cultura
L. chinense não é tão resistente ao frio como a espécie norte-americana L. tulipifera, mas é cultivada como árvore ornamental nas regiões de clima subtropical e de clima temperado não sujeitas a longos períodos de frio e onde as geadas na primavera sejam pouco prolongadas.
A espécie é cultivada na Inglaterra (onde existem muitos espécimes nos Kew Gardens ), Irlanda, Bélgica, Países Baixos e Alemanha. Na América do Norte, o limite norte de cultura na região leste está em Boston, Massachusetts, e no oeste em Vancouver, British Columbia. É utilizada para arborização das ruas no campus da University of Victoria e no Veterans' Memorial Parkway de Langford, British Columbia.
Em cultura cresce tão depressa como o tulipeiro americano. Um cultivar, denominado J. C. Raulston, com folhas maiores e mais escuras que a forma típica, foi desenvolvido na Carolina do Norte.